# Soquel
|  | Dieser Artikel wurde aufgrund von inhaltlichen Mängeln auf der Qualitätssicherungsseite des Projektes USA eingetragen. Hilf mit, die Qualität dieses Artikels auf ein akzeptables Niveau zu bringen, und beteilige dich an der Diskussion! Eine nähere Beschreibung der zu behebenden Mängel fehlt. |

Soquel  ist ein census-designated place (CDP) im Santa Cruz County im US-Bundesstaat Kalifornien mit 9980 Einwohnern (Stand: 2020).
Der Ort befindet sich bei den geographischen Koordinaten 36,99° Nord, 121,95° West auf einem Gebiet von 2,8 km².